# Sonată pentru vioară

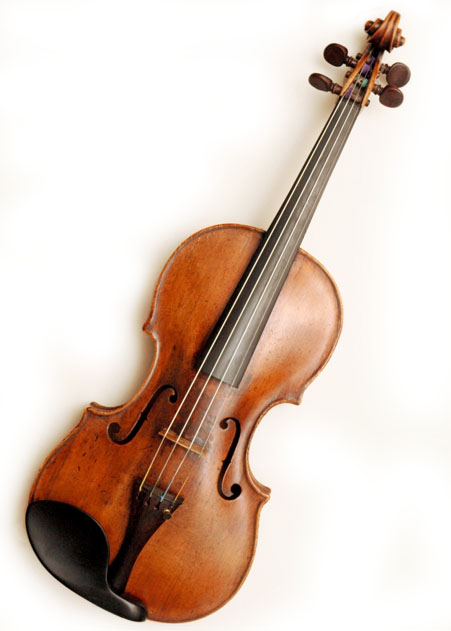

Sonata pentru vioară este o compoziție instrumentală pentru vioară solo acompaniată de un instrument cu claviaturi iar în perioada barocă de un instrument bas ce dubla linia bas a claviaturii. Sonata pentru vioară a evoluat de la o formă barocă simplă fără niciun format fix la o formă clasică standardizată și complexă. Începând cu perioada romantică unii compozitori au depășit barierele atât ale formei clasice cât și în ceea ce privește utilizarea instrumentelor.

## Primele sonate pentru vioară
În primele sonate pentru vioară un instrument bas și clavecinul interpretau o linie bas simplă (continuo), clavecinul dublând linia bas și acorduri simple în vreme ce vioara interpreta independent. Muzica avea un caracter contrapunctual fără nicio formă fixă. Telemann a compus numeroase sonate pentru vioară, la fel și Bach. Mai târziu Bach a compus sonate pentru vioară cu un clavecin obbligato care elibera instrumentul de a interpreta doar un simplu acompaniament bas.
Haydn a compus peste o sută de sonate trio (care sunt practic sonate pentru vioară obbligato) iar clavecinul a fost înlocuit cu pianul. Aceste lucrări erau sonate simple în două părți, abia cele târzii începând să utilizeze forma de sonată.

## Forma clasică de sonată
Mozart a avut un rol crucial în dezvoltarea sonatei clasice, compunând cel puțin 36 de sonate. Majoritatea acestora erau sonate în două părți, în general o parte rapidă în formă de sonată și o parte lentă în forme diferite. În sonatele sale târzii a adăugat o a treia parte, de asemenea de forme diferite. Câteva dintre sonatele sale pentru vioară urmează forma "temă și variațiuni". În sonatele sale din copilărie, compuse între 1763 și 1766 (16 la număr), clavecinul avea rol principal, vioara fiind folosită mai mult ca acompaniament. Abia în sonatele sale de la maturitate vioara a început să capete un rol tot mai important iar clavecinul a fost înlocuit cu pianul, vioara și pianul ajungând la un dialog.
De-a lungul carierei sale compoziționale Beethoven a compus zece sonate pentru vioară. Sonatele sale s-au maturizat atât în stil câ și în complexitate, culminând cu Sonata Kreutzer (Sonata pentru vioară nr. 9), o lucrare cu contraste extreme. O interpretare tipică durează 40 de minute și este foarte solicitantă pentru ambii interpreți.
Brahms, Debussy, Ravel și Șostakovici, printre alții, au contribuit la dezvoltarea repertoriului de sonată pentru vioară fie depășind limitele stabilite fie folosind reguli proprii.

## Exemple de sonate pentru vioară
- Johann Sebastian Bach
  - 3 sonate solo
  - 6 sonate cu claviatură
- Béla Bartók
  - Sonata pentru vioară nr. 1 (1921)
  - Sonata pentru vioară nr. 2 (1922)
  - Sonata pentru vioară fără acompaniament (1943)
- Ludwig van Beethoven
  - Sonata pentru vioară nr. 1 în Re major, Op. 12 (1798)
  - Sonata pentru vioară nr. 2 în La major, Op. 12 (1798)
  - Sonata pentru vioară nr. 3 în Mi bemol major, Op. 12 (1798)
  - Sonata pentru vioară nr. 4 în La minor, Op. 23 (1801)
  - Sonata pentru vioară nr. 5 în Fa major Primăvara, Op. 24 (1801)
  - Sonata pentru vioară nr. 6 în La major, Op. 30 (1803)
  - Sonata pentru vioară nr. 7 în Do minor, Op. 30 (1803)
  - Sonata pentru vioară nr. 8 în Sol major, Op. 30 (1803)
  - Sonata pentru vioară nr. 9 în La major Kreutzer, Op. 47 (1803)
  - Sonata pentru vioară nr. 10 în Sol major, Op. 96 (1812)
- Johannes Brahms
  - Sonata pentru vioară nr. 1 în Sol major, Sonata ploii, Op. 78 (1878-1879)
  - Sonata pentru vioară nr. 2 în La major, Thun, Op. 100 (1886)
  - Sonata pentru vioară nr. 3 în Re minor, Op. 108 (1886-1888)
- Arcangelo Corelli
  - Sonate pentru vioară și continuo (Op. 5, Nr. 1-12)
- Claude Debussy
  - Sonata pentru vioară în Sol minor (1917)
- Antonín Dvořák
  - Sonata pentru vioară în Fa major, Op. 57 (1880)
  - Sonatina pentru vioară în Sol major, Op. 100 (1893)
- Edward Elgar
  - Sonata pentru vioară în Mi minor, Op. 82 (1912)
- George Enescu
  - Sonata pentru vioară nr. 1 în Re major, Op. 2
  - Sonata pentru vioară nr. 2 în Fa minor, Op. 6
  - Sonata pentru vioară nr. 3 pe teme populare românești în La minor, Op. 25
- Gabriel Fauré
  - Sonata pentru vioară nr. 1 în La major, Op. 13
  - Sonata pentru vioară nr. 2 în Mi minor, Op. 108
- Edvard Grieg
  - Sonata pentru vioară în Fa major, Op. 8
  - Sonata pentru vioară în Sol major, Op. 13
  - Sonata pentru vioară în Do minor, Op. 45
- Aram Haciaturian
  - Sonata pentru vioară și pian
- Erich Wolfgang Korngold
  - Sonata pentru vioară în Sol major, Op. 6 (1912)
- Felix Mendelssohn
  - Sonata pentru vioară în Fa major
  - Sonata pentru vioară în Fa minor, Op. 4
  - Sonata pentru vioară în Fa major, 1838
- Wolfgang Amadeus Mozart
  - Cel puțin 36 de sonate cunoscute
- Niccolò Paganini
  - Numeroase sonate pentru vioară și pian sau chitară
- Sergei Prokofiev
  - Sonata pentru două viori în Do major, Op. 56
  - Sonata pentru vioară nr. 1 în Fa minor, Op. 80
  - Sonata pentru vioară nr. 2 în Re major, Op. 94
  - Sonata pentru vioară solo în Re major, Op. 115
- Maurice Ravel
  - Sonata pentru vioară în Sol major
- Anton Rubinstein
  - Sonata pentru vioară în Sol major, Op. 13
  - Sonata pentru vioară în La minor, Op. 19
  - Sonata pentru vioară Si minor, Op. 98
- Camille Saint-Saëns
  - Sonata pentru vioară în Re minor, Op. 75 (1885)
  - Sonata pentru vioară în Mi bemol major, Op. 102 (1896)
- Franz Schubert
  - Sonata pentru vioară în La major, D. 574 (1817)
- Robert Schumann
  - Sonata pentru vioară nr. 1 în La minor, Op. 105 (1851)
  - Sonata pentru vioară nr. 2 în Re minor, Op. 121 (1851)
  - Sonata pentru vioară nr. 3 în La minor (1853)
- Dmitri Șostakovici
  - Sonata pentru vioară, Op. 134 (1968)
- Jean Sibelius
  - Sonata pentru vioară în Fa major (1889)
- Richard Strauss
  - Sonata pentru vioară în Mi bemol major, Op. 18 (1887)